# Гара Јанка (Браила)
Гара Јанка (рум. Gara Ianca) насеље је у Румунији у округу Браила у општини Јанка. Oпштина се налази на надморској висини од 27 m.

## Становништво
Према подацима из 2002. године у насељу је живело 55 становника, од којих су сви румунске националности.